# Paracirrhites arcatus
Cá bống hồng (Danh pháp khoa học: Paracirrhites arcatus) là một loài cá trong họ Cirrhitidae

## Đặc điểm
Loài cá biển này thường sinh sống ở những rạn san hô có độ sâu từ 1 m tới 91m, thông thường là từ 1 m tới 33 m. Chúng sinh sống ở những vùng biển nhiệt đới có nhiệt độ từ 25 °C tới 27 °C như Biển Ấn Độ dương, Đông Phi, Hawaii, quần đảo Mangareva, Từ bắc tới nam biển Nhật Bản, phía Nam Australia và Rapa.
Kích thước tối đa của cá bống hồng là 20 cm. Cá có màu hồng, hoặc màu nâu, có một vạch trắng kéo dài từ giữa than tới khấu đuôi, chúng ăn chủ yếu là tôm, cá nhỏ, cua và một số loài giáp xác. Những con cá bống hồng được khai thác chủ yếu cho mục đích thương mại, trang trí cho các bể cá cảnh